# Ética evolucionista
Los orígenes de la ética han sido la religión y la filosofía, pero a partir del siglo XIX, con la aparición de la teoría de la evolución por selección natural, comenzó a establecerse una ética evolucionista, que se basa en el proceso de la evolución biológica.
Al interpretarse al proceso de la selección natural como una lucha entre "fuertes y débiles", o lucha por la supervivencia, aparece el darwinismo social, que sirvió a algunos para justificar los abusos propios de la época, especialmente durante la Revolución Industrial. El biólogo Thomas H. Huxley la denomina "teoría gladiatoria de la existencia". Al aceptarse como válida, surgen, además, éticas filosóficas favorables y también desfavorables.
Es oportuno decir que el proceso de la selección natural no implica necesariamente una lucha, y menos aún entre individuos de una misma especie. Así, habiendo dos variedades de una misma especie, una perdura en el tiempo, a través de la descendencia (proceso regido por las leyes de la genética), por adaptarse mejor al medio, sin que deba necesariamente luchar con la que tiende a desaparecer.

## Ideas imperantes en elsigloXIX
1. Estaba establecida la teoría de la evolución por selección natural, aunque mal interpretada
2. Aparecen las éticas favorables a esa interpretación (Darwinismo social, Nietzsche, etc)
3. Existen también éticas que se oponen (cristianismo, Marxismo, etc.)

## Ideas aceptadas en elsigloXXI
Teniendo presente los errores mencionados, podemos hacer un esquema de lo que sería adecuado establecer en nuestro siglo:
1. Debemos considerar la existencia del proceso de adaptación del hombre al orden natural.
2. Debemos considerar las leyes psicológicas que rigen los comportamientos individuales
3. Luego, a partir del conocimiento de cómo el hombre es, se ha de intentar optimizar su comportamiento para llegar a lo que el hombre "debe ser".